# Benito Pérez Galdós
Benito Pérez Galdós, španski pisatelj, novinar, poslanec, * 10. maj 1843, Las Palmas de Gran Canaria, Španija, † 4. januar 1920, Madrid, Španija.
Benito Pérez Galdós je bil španski romanopisec, dramatik, kronist, novinar in poslanec. Štejemo ga za enega izmed najboljših predstavnikov španskega realizma in za enega izmed najpomembnejših pisateljev španske literature nasploh; nekateri ga imenujejo za najboljšega romanopisca za Cervantesom.
Pérez Galdós je bil od leta 1897 akademik Kraljeve španske akademije in leta 1912 predlagan za Nobelovo nagradoza književnost.
Galdósovi romani so dobili splošno oznako “sodobnih romanov”, ker so literarna transpozicija družbe njegove dobe. Galdós je zelo dobro je poznal človeško in geografsko plat Madrida, ki je glavni dogajalni prostor skoraj vseh njegovih romanov.
Pérez Galdós in njegovi sodobniki so zaslužni, da je španski realistični roman dosegel enak nivo kot drugod po Evropi, čeprav s polstoletnim zamikom. Španski realistični roman je nastal pod vplivom evropske literature 19. stoletja, kot tudi pod vplivom Cervantesa, ki je, kot je Galdós velikokrat opomnil, oče sodobnega romana.

## Življenje

### Otroštvo in mladost
Galdós — krščen Benito María de los Dolores — je bil deseti in zadnji otrok vojaškega polkovnika Sebastiána Péreza in Dolores Galdós. Ko je bil še otrok, ga je oče navdušil za zgodovinske pripovedi s pripovedovanjem vsega, kar je kot vojak doživel v španski vojni za neodvisnost. Leta 1852 je začel obiskovati Šolo San Agustín na Kanarskih otokih. Prva leta preživeta v mirnem okolju, oddaljenem od bojev med družbenimi razredi in buržoazijskega individualizma na Iberskem polotoku in v Evropi, so vplivala na njegovo idealistično mentaliteto in kritični duh. Galdós, ki je že sodeloval v lokalnem tisku s satiričnimi poezijami, eseji in nekaterimi pripovedmi, je maturiral iz umetnosti leta 1862 na Inštitutu de La Laguna (Tenerife).
Septembra leta 1862 se je preselil v Madrid, da bi študiral pravo. Tam je ostal do konca svojega življenja. Vpisal se je na univerzo, kjer je spoznal Francisca Ginerja de los Ríos, ki ga je navdušil za krausizem, filozofijo, ki jo lahko najdemo v njegovih prvih delih. Obiskoval je gledališča in tako imenovano »Tertulia Canaria« z ostalimi pisatelji. Na eni izmed konferenc je spoznal Leopolda Alasa Clarína, s katerim sta postala dobra prijatelja. 
Bil je urednik časopisev La Nación in El Debate, kot tudi revije Revista del Movimiento Intelectual de Europa. 
Leta 1867 je prvič odpotoval v tujino kot dopisnik iz Pariza. Vrnil se je z deli Balzaca in Dickensa, čigar delo je prevedel in objavljal v podlistku v časopisu La Nación. Zaradi prezaposlenosti ni bil prisoten na predavanjih prava, zato so ga leta 1868 izpisali iz univerze. To je bilo tudi leto revolucije, ki je sprožila padec kraljice Izabele II..

### Prva dela
Leta 1870 je s finančno pomočjo svakinje objavil svoj prvi roman La Fontana de Oro, ki zajema obdobje od leta 1820 do leta 1823.
La Sombra, objavljena leta 1871, je izhajala v podlistku od novembra 1870 v reviji Revista de España.

### Los Episodios Nacionales
Leta 1873 je Galdós začel objavljati Episodios nacionales (naslov mu je predlagal njegov prijatelj José Luis Albareda). Želel je napisati veliko kroniko najpomembnejših dogodkov 19. stoletja, ki bi na enem mestu zbrala zgodovinski spomin Špancev skozi njihovo intimno in vsakdanje življenje, ter skozi njihov stik z nacionalnimi zgodovinskimi dejstvi, ki so zaznamovala kolektivno usodo države. Delo je sestavljeno iz 46 epizod v petih serijah, ki imajo vsaka deset romanov (z izjemo zadnje, ki je ostala nedokončana). Začne se z bitko pri Trafalgarju (1805) in konča z burbonsko restavracijo v Španiji (1874).
Prva serija (1873–1875) govori o španski vojni za neodvisnost (1808–1814), glavni lik pa je Gabriel Araceli. Ta serija je postala zelo priljubljena, verjetno zato, ker govori o vselej zanimivi španski vojni za neodvisnost.
Druga serija (1875–1879) govori o bojih med absolutisti in liberalci do smrti Ferdinanda VII. leta 1833. Glavni lik je liberalec Salvador Monsalud, ki v veliki meri pooseblja Galdósove ideje in v katerem prevladuje politično nad herojskim.
Tretja serija (1898–1900) je posvečena prvi karlistični vojni (1833–1840).
Četrta serija (1902–1907) se odvija med Revolucijo leta 1848 in padcem Izabele II. leta 1868.
Peta serija (1907–1912) je nedokončana in se konča z restavracijo Alfonza XII..
Gre za dela, ki so na pol poti med romanom in zgodovino. Izmišljeni junaki se izmenjujejo z resničnimi. Avtor si izmisli nek lik, ki da določeno enotnost dogajanju in ki deluje kot priča vsega, kar pripoveduje. Delo vsebuje lekcijo o strpnosti: potrebno je pozabiti na boje in delati za mir, svobodo in napredek. Ta skupek romanov predstavlja eno izmed najpomembnejših del španske literature nasploh in je močno vplival na razvoj španskega zgodovinskega romana. Da bi dodobra spoznal Španijo, jo je pisatelj prepotoval z vlakom v tretjem razredu, tako da je sobival z ljudmi iz nižjih slojev.

### Poklic pisatelja
Benito Pérez Galdós je bil navajen udobnega življenja. V mestu je zgodaj vstajal in pisal do desetih zjutraj s svinčnikom, saj je z nalivnim peresom porabil več časa. Nato se je sprehajal po Madridu in poslušal pogovore neznancev ter opazoval detajle, ki jih je nato vključil v svoje romane. Ni pil, je pa kadil cigare brez prestanka. Popoldne je bral v španščini, angleščini in francoščini; najraje je imel angleške, španske in grške klasike, še posebno Shakespeara, Dickensa, Cervantesa, Lope de Vego in Evripida.

### Zrela leta

#### Od Atenea do Santanderja
Galdós je od svojega prihoda v Madrid rad obiskoval Atenea na ulici de la Montera, kjer je spoznal številne intelektualce in politike. Obiskoval je tudi "tertulije" v kavarni Café de la Iberia. Od leta 1872 je poletja preživljal v Santanderju (Kantabrija), kjer je kupil tudi posestvo, "finca de San Quintín". Razcvet naturalizma v Franciji, s katerim je prišel v stik z branjem, je vplival na njegovo pisanje in leta 1881 je objavil roman La desheredada.

#### Galdós kot poslanec
Galdós je sodeloval v nacionalni politiki najprej kot liberalni poslanec in kasneje v republikanski stranki. Njegova parlamentarna kariera se je začela leta 1886, ko je vstopil v Kongres kot poslanec Guayame (Puerto Rico). Prisotnost v španskem parlamentu mu je omogočila opazovanje in analizo španske družbe, ki jo je nato opisal v svojih romanih. Leta 1910 je sodeloval na splošnih volitvah kot vodja stranke Conjunción Republicano-Socialista.
Branje Tolstoja je vplivalo na to, da se je od naturalizma usmeril v spiritualizem. Med letoma 1891 in 1897 je objavil deset spiritualističnih romanov: Ángel Guerra (1891), Tristana (1892), La loca de la casa (1892), Torquemada en la cruz (1893), Torquemada en el Purgatorio (1894), Torquemada y San Pedro (1895), Nazarín (1895), Halma (1895), Misericordia (1897) in El abuelo (1897).

#### Gledališče
Galdós je že kot študent pisal drame in komedije. Začel je z Quién mal hace, bien no espere (1861) in zgodovinsko dramo La expulsión de los moriscos (1865) ter nadaljeval z visoko komedijo Un joven de provecho (1867). Nato se je popolnoma posvetil pisanju romanov do 15. marca 1892, ko je bilo v madridskem gledališču Teatro de la Comedia uprizorjeno delo Realidad. Uspeh je pripeljal do gledališke uprozoritve romana La loca de la casa. Z delom La de San Quintín (1894) je postal priznal gledališki ustvarjalec.
Uprizoritev Electre (1901), ki je vsebovala protiklerikalne nazore (Electra se upre Cerkvi), mu je kasneje onemogočila pridobitev Nobelove nagrade za književnost. Odmeven je bil tudi politični škandal ob uprizoritvi Casandre (1910).
Galdós je pisemski roman La incógnita (1888-1889) o temi prešuštva spremenil v dialogni roman in le-tega nato v dramo, v obeh primerih pod naslovom Realidad (1889 y 1892). Od 24 dramskih del, jih 7 predstavlja adaptacije romanov. Njegove drame vsebujejo razmišljanje o vrednosti dela in denarja, o veličini kesanja in o vlogi ženske v družbi.

#### Akademik
Leta 1897 je bil sprejet v Kraljevo špansko akademijo kljub nasprotovanju konservativnih državnikov, še posebej neokatolikov.

#### Težave z založbami
Po težavah z založbami je Galdós ustanovil svojo lastno založbo z imenom Obras de Pérez Galdós na ulici calle de Hortaleza. Prvi dve deli, ki sta izšli, sta bili Doña Perfecta in El abuelo. Založba je delovala do leta 1904, ko je, utrujen od dela, podpisal pogodbo z založbo Editorial Hernando.

### Ljubezensko življenje
Galdós je bil vedno sramežljiv in ne poznamo dobro njegovega intimnega življenja. Ostal je samski, a vemo za nekatera ljubezenska razmerja z raznimi igralkami. Z Lorenzo Cobián je imel tudi hčerko Marío Galdós Cobián, rojeno leta 1891. Obstaja korespondenca s pisateljico Emilio Pardo Bazán, s katero je bil v razmerju.

### Zadnja leta
V zadnjih letih življenja se je Galdós posvetil politiki in dramatiki. Izgubil je vid in bil zadolžen.  
Leta 1907 je bil izbran za predstavnika v španskem parlamentu. Dve leti kasneje je skupaj s Pablom Iglesiasom predsedoval koaliciji republikancev in socialistov, a se je nato umaknil iz političnega življenja, da bi se posvetil  pisanju.
Z literarnega vidika je opaziti njegovo občudovanje del Leona Tolstoja, ki se kaže v spiritualizmu v njegovih zadnjih zapisih, prav tako pa ni mogel skriti določenega pesimizma glede usode Španije.
20. februarja 1919 je bil odkrit kip Galdósa v madridskem parku Parque del Retiro. Zaradi njegove slepote, je prosil, da ga dvignejo, da bi lahko potipal skulpturo in nato je jokal od navdušenja. Leto kasneje (1920) je umrl v svoji hiši na ulici calle Hilarión Eslava v Madridu. 
Kot znak žalovanja so se v noči 4. januarja zaprla vsa gledališča v Madridu. Naslednji dan, 5. januarja 1920, so ga pokopali. Na dan pogreba je 30 000 državljanov spremljalo njegovo krsto do pokopališča cementerio de la Almudena. Čeprav ženske niso hodile na pogrebe, je prišla na njegov pogreb igralka Catalina Bárcena, po uradnem delu, pa so prišle tudi druge ženske.

## Delo

### Izdaje
Izmed številnih izdaj izstopa izdaja Cátedre Pérez Galdós, ki je od leta 2005 objavila delo Obras completas v več serijah: prva je sestavljena iz 24 knjig in zajema romane (2005 - 2011), druga pa je sestavljena iz dramskih del. Leta 2013 so v eni sami knjigi izdali Galdósove pripovedi.

### Značilnosti njegovega pisanja
V govoru z naslovom La sociedad presente como materia novelable (Sodobna družba kot snov za roman), ki ga je imel ob vstopu v Akademijo leta 1897, je predstavil bistvene značilnosti svoje literature. Prizadeva si upodobiti celotno družbo, tako individualne poteze bitij, ki jo sestavljajo, kot tudi njihovo kolektivno vedenje. Zanima ga predvsem madridski srednji sloj prebivalstva, ki je glavni lik njegovih romanov, čeprav vključuje tudi ljudi iz visokih in nizkih slojev. Najprej poudari nizko buržoazijo, ki predstavlja boj za napredek. V več delih se pripadnik buržoazije z naprednimi idejami zoperstavi reakcionarju, ki se zateče v lažno vernost. Kljub temu pa napada nizko buržoazijo, ko ta postane bolj konservativna. V zadnjih letih, ko Galdós izgubi vero v pozitivistični ideal, se usmeri k spriritualizmu.
Je pravi mojster tehnike dialoga. Glas pripovedovalca skoraj na vsakem koraku prekinejo liki, najdemo pa tudi zanimive monologe, v katerih izmišljeni liki brskajo po svoji intimnosti.
Isti liki se večkrat pojavijo v več novelah. S tem se ustvari občutek, da se gibljejo v resničnem svetu, v katerem se pojavi enaka neprekinjenost kot v življenju.
Svoja dela začini z dobro mero humorja, ki se pogosto razvije v ironijo in karikaturo.
Pri njem izražene ideje niso nikoli podrejene slogu pisanja. Ravno zato je bil večkrat obtožen določene nepazljivosti. Eden od največjih dosežkov je njegova sposobnost uporabe pogovornega jezika v njegovih delih, kjer se pojavljajo govorice, ki jih lahko slišimo na ulici. Ta naravnost je plod pozornega opazovanja. V njegovih delih se pojavljajo ljudske besede in širok spekter stalnih besednih zvez.

### Razvoj njegovih del
1. 1.	Romani prvega obdobja: Glavna tema so soočenja med reakcionarji in progresisti. Gre za tezne romane, ki dokazujejo, kako nestrpnost uniči človeka. Vanjo spadajo Doña Perfecta (1876), Gloria (1977) in La familia de León Roch (1878) ter Marianela (1878).

1. 2.	Sodobni romani: Ta dela ponujajo bogato panoramo madridske družbe, še posebej srednjega razreda. V to skupino spadajo: La desheredada (1881), Tormento (1884), Lo prohibido (1884-1885), Fortunata y Jacinta (1886-1887)...

1. 3.	Od ponotranjosti do spiritulizma: Vedno bolj začne poudarjati intimnost likov: Miau (1888), Realidad (1889), Tristana (1892), nato pa preide v spiritualizem, kjer nad liki dominira misticizem, ki jih vodi v odpoved zemeljskim dobrinam in v popolno predanost bližnjemu: Nazarín (1895), Misericordia (1897)...

### Ženski liki
Številne študije so poudarile Galdósovo sposobnost ustvarjanja ženskih likov, med katerimi je potrebno omeniti: Gloria (Gloria Lantigua); La de Bringas (Rosalía Pipaón); Tormento (Amparo); La desheredada (Isidora Rufete); La familia de León Roch (María Egipcíaca); Marianela; Misericordia (Benina).

### Najpomembnejša dela
Med najpomembnejša Galdósova dela spadajo:
Fortunata y Jacinta: velja za najboljši Galdósov roman. Gre za realistični roman z zapletenim ljubezenskim trikotnikom med ženskama iz različnih družbenih slojev in pripadnikom buržoazije (Juanito Santa Cruz). Roman se odvije med letoma 1869 in 1876. Zgodovinski dogodki sovpadajo z osebnimi – ko je restavracija, je Juanito z ženo iz višjega družbenega sloja, ko pa je revolucija, je Juanito z ljubico iz nižjega sloja.  V tem delu je dobro viden tudi koncept “Galdósovega Madrida”, pisatelj namreč predstavi sliko mesta podobno kot je to naredil stoletje prej Francisco de Goya.
V romanu Doña Perfecta se v izmišljenem mestu Orbajosa odvije tragedija Španije, kjer se soočita dva koncepta sveta: srednjeveški (Doña Perfecta) in moderni (Pepe Rey), ki želita osvojiti poosebljeno Španijo v liku Rosario (hči Doñe Perfecte in dekle Pepa Reya)
La desheredada: Galdós se približa naturalizmu, njegovi junaki se dušijo v obstoju. Glavna junakinja, Isidora Rufete, boleha za delirijem, ki jo pripelje do tega, da se vidi kot žrtev napake v usodi. Njeno življenje temelji na domnevni pripadnosti plemstvu; zapravi veliko več, kot si lahko privošči in na koncu pristane v prostituciji.

## Galdós kot novinar
Galdós je bil skoraj tako dober novinar kot pisatelj. Leta 1862 je ustanovil časopis La Antorcha; sodeloval je pri časopisu El Ómnibus (1862), La Nación (1865-1868), Revista del Movimiento Intelectual de Europa (1865-1867), Las Cortes (1869), La Ilustración de Madrid (1871), El Debate (1871), Revista de España (1870-1873 y 1876), La Guirnalda (1873-1876), La Prensa de Buenos Aires (1885), Vida Nueva (1898), Electra (1901), Heraldo de Madrid (1901), Alma Española (1903), La República de las Letras (1905), España Nueva (1909), Revista Mensual Tyflofila (1916), Ideas y Figuras (1918) in La Humanidad (1919).

## Neizdana dela
K poznavanju Galdósovih neizdanih del je močno pripomogel Alberto Ghiraldo leta 1923 z objavo devetih knjig Obras inéditas, pri založbi Renacimiento v Madridu. Leta 1979 je hispanist Alan E. Smith med rokopisi shranjenimi v madridski knjižnici Biblioteca Nacional de España našel obširen fragment romana, ki se je leta 1983 objavil pod naslovom Rosalía. Po slogu spada v spiritualistično fazo njegovega pisanja.

## Pomembnost Galdósovih del
Po mnenju veliko strokovnjakov je Galdós eden od najboljših španskih romanopiscev za Cervantesom. Napisal je 31 romanov, 46 pripovedi v sklopu dela Episodios nacionales, 24 dramskih del in zbirko pripovedi, člankov in esejev. Je tudi nesporni mojster realizma v Španiji in naturalizma 19. stoletja.

## Protiklerikalizem in Nobelova nagrada
Tako kot Leopoldo Alas Clarín je bil tudi Galdós bojkotiran s strani konservativcev španske družbe, ki niso prepoznali njegove intelektualne in literarne vrednosti. Številni strokovnjaki so mnenja, da je to kolektivno nasprotovanje prispevalo k razvoju njegovih protiklerikalnih idej in naprednih političnih prepričanj.
Leta 1912 je bil Galdós predlagan za Nobelovo nagrado za književnost. Zarota v obliki nacionalne in internacionalne kampanje je preprečila, da bi prejel nagrado ne le leta 1912, temveč tudi 1913 in 1915. Leta 1922 se je Švedska akademija odločila, da Nobelovo nagrado za književnost podeli Jacintu Benaventu. Možno je, da je bila to gesta politične kompenzacije, a kot se je to zgodilo tudi velikim mojstrom kot so Tolstoj, Ibsen in Zola, je bila Nobelova nagrada odklonjena tudi enemu izmed največjih španskih književnikov le zaradi slepega sovraštva političnih nasprotnikov.

## Spomeniki
Številni kiparji so upodobili Galdósa. Med vsemi spomeniki se verjetno najpomembnejši nahaja v madridskem parku Parque del Retiro in je delo mladega kiparja Victoria Macha. Bil je slavnostno odprt leta 1919, temu dogodku pa je prisostvoval tudi Galdós sam.
Leta 1922 je Victorio Macho naredil skulpturo, ki je bila najprej postavljena pred ocean, nato pa shranjena v muzeju Casa-Museo Pérez Galdós v mestu Las Palmas, čeprav si je kipar želel, da se “njegov Galdós” stopi s pokrajino in izgleda kot skala. Od leta 1969 skulptura Pablo Serrano stoji na trgu plaza de La Feria v mestu Las Palmas, prestolnici Gran Canarie. Tam je tudi doprsni kip v parku Doramas, ki ga je ustvaril Teo Mesa leta 2000, in Galdós v bronu v naravni velikosti sedeč s knjigo v roki na klopci na trgu, ki nosi njegovo ime. Tudi na drugi strani Atlantika so se mu poklonili z doprsnim kipom iz belega kamna, ki se nahaja v Argentini od leta 1943. Spomenik je imel bronasto ploščo z napisom: "Benito Pérez Galdós, 1843-1920. Poklon republikanskih Špancev mestu Rosario v počastitev stoletnice slavnega pisatelja. Rosario, 10. maj MCMXLIII". Ta plošča je bila kasneje ukradena. Tudi v Caracasu se nahaja spomenik Galdósu. Leta 1998 je bil v Santanderju postavljen bronast kip, pod katerega se je podpisal kipar Santiago de Santiago.
|  |  |  |